# Opowieści z Wieloświata
Opowieści z Wieloświata – polski cykl książek urban fantasy, autorstwa Anny Sokalskiej. Pierwszy tom, Wiedźma, ukazał się 6 lutego 2019 nakładem wydawnictwa Lira. Akcja pierwszych dwóch tomów rozgrywa się głównie na terenie Wrocławia. Cykl jest mocno związany z mitologią słowiańską.

## Książki w serii
| Numer w serii | Tytuł   | nr ISBN                | Data wydania        | Długość   | Komentarz |
| ------------- | ------- | ---------------------- | ------------------- | --------- | --------- |
| 1             | Wiedźma | ISBN 978-83-65838-97-1 | 6 lutego 2019       | 416 stron | [ 1 ]     |
| 2             | Żertwa  | ISBN 978-83-66229-43-3 | 12 czerwca 2019     | 352 stron | [ 2 ]     |
| 3             | Kuglarz | ISBN 978-83-66229-62-4 | 2 października 2019 | 416 stron | [ 3 ]     |

## Fabuła

### Wiedźma
Żyjąca w średniowieczu Jasna została obłożona klątwą. Młoda dziewczyna budzi się po latach we współczesnym świecie, próbując w nim przeżyć. Wkrótce na jej drodze stają zmora, szaman i anioł, którzy razem postanawiają pomóc Jasnej w zdjęciu klątwy.

### Żertwa
Wrocław spłynął krwią. Anastazja Omyk oskarża za zabójstwa mające miejsce we Wrocławiu słowiańskiego bożka. Prokurator Dębska i komisarz Majka nie dopuszczają jednak do siebie tej świadomości, oskarżając o morderstwa handlarzy organami.

## Odbiór
Pierwszy tom cyklu, Wiedźma, w sierpniu 2019 zajmował 16 miejsce w Top100 literatury fantasy w sklepie Empik. W tym samym czasie Żertwa zajmowała w nim 5 miejsce.  Magdalena Galiczek-Krempa z portalu Granice.pl napisała o pierwszej części cyklu: „Wiedźma to świetna propozycja dla fanów fantastyki, ale przede wszystkim powinni sięgnąć po publikację czytelnicy, którzy z urban fantasy niewiele mieli wcześniej do czynienia.” Na portalu Lubimy Czytać w sierpniu 2019 książka zdobyła 151 ocen ze średnią 6,5 oraz 57 opinii. Druga część zdobyła 24 oceny ze średnią 7,13 oraz 18 opinii czytelników.
9 października 2019 trzecia odsłona serii, Kuglarz, zajmowała 38. miejsce w Top100 literatury fantasy w sklepie Empik.